# Région de développement Ouest (Népal)
La région de développement Ouest (en népalais : पश्चिमाञ्चल विकास क्षेत्र) est l'une des cinq anciennes régions de développement du Népal. Son chef-lieu administratif était Pokhara. Elle a disparu lors de la réorganisation administrative de 2015.

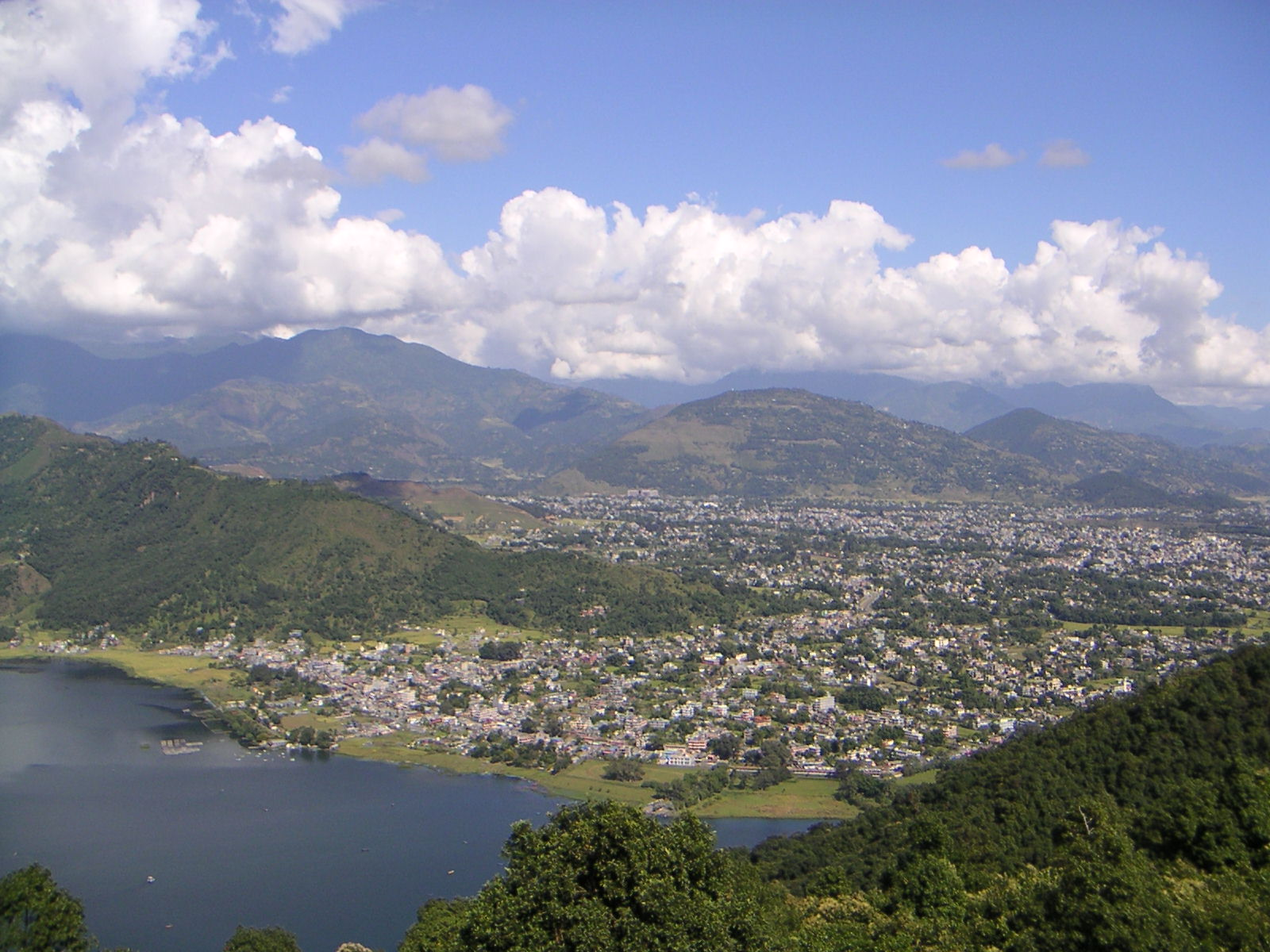
Région de développement de l’Ouest – Vue

Elle était subdivisée en trois zones et seize districts :
- Dhawalagiri
  - Baglung,
  - Mustang,
  - Myagdi,
  - Parbat

- Gandaki
  - Gorkha,
  - Kaski,
  - Lamjung,
  - Manang,
  - Syangja,
  - Tanahu

- Lumbinî
  - Arghakhanchi,
  - Gulmi,
  - Kapilvastu,
  - Nawalparasi,
  - Palpa,
  - Rupandehi